# NASCAR Advance Auto Parts Weekly Series
Die NASCAR Advance Auto Parts Weekly Series (früher als Whelen All-American Series, Winston Racing Series und Dodge Weekly Series bekannt) ist eine Amateur-Rennsportliga der NASCAR. Von den Serien, die in den gesamten USA fahren, ist sie die mit dem geringsten Stellenwert. Unter ihr befinden sich nur noch regionale Rennserien.

## Rennstrecken
Seit 2005 ist Advance Auto Parts Weekly Series die einzige Serie der NASCAR, die permanent nicht nur in den USA, sondern auch in anderen Ländern vertreten ist. Das kommt daher, dass diese Sektion der NASCAR auch auf Rennstrecken in Saint-Eustache, Québec, Delaware, Ontario, Edmonton und Alberta außerhalb der Vereinigten Staaten gastiert. Die Rennen werden ausschließlich auf Kurzstrecken ausgetragen. 

### Wöchentliche Rennstrecken der Serie
- Ace Speedway – Altamahaw, N.C. (4/10 Meilen Asphalt)
- Altamont Motorsports Park – Tracy, CA (0,25 und 0,5 Meilen Asphalt Oval, 1,1 Meilen Straßenkurs)
- Beech Ridge Motor Speedway – Scarborough, Maine (1/3 Meilen Asphalt)
- Bowman Gray Stadium – Winston-Salem, N.C. (0,25 Meilen Asphalt)
- Caraway Speedway – Sophia, N.C. (0,455 Meilen Asphalt)
- Evergreen Speedway – Monroe, Wash. (0,646 und 3/8 Meilen Asphalt)
- Greenville-Pickens Speedway – Greenville, S.C. (0,5 Meilen Asphalt)
- Lakeside Speedway – Kansas City, Kan. (0,5 Meilen Schotter)
- Langley Speedway (Virginia) – Hampton, Va. (0,395 Meilen Asphalt)
- Lanier National Speedway – Braselton, Ga. (3/8 Meilen Asphalt)
- Linn County Speedway – Pleasanton, Kan. (3/8 Mile Schotter)
- Mansfield Motor Speedway – Mansfield, Ohio (0,5 Meilen Asphalt)
- Motor Mile Speedway – Radford, Va. (0,416 Meilen Asphalt)
- Rockford Speedway – Rockford, Ill. (0,25 Meilen Asphalt)
- Rocky Mountain Raceways – West Valley City, Utah (3/8 Meilen Asphalt)
- South Boston Speedway – South Boston, Va. (4/10 Meilen Asphalt)
- Southern National Raceway Park – Kenly, N.C. (4/10 Meilen Asphalt)
- Adams County Speedway – Corning, Iowa (0,5 Meilen Schotter)
- Altamont Motorsports Park – Tracy, Calif. (0,5 Meilen Asphalt)
- Autodrome Saint-Eustache – Saint-Eustache, Québec, Kanada (4/10 Meilen Asphalt)
- Concord Motorsport Park – Concord, N.C. (0,5 Meilen Asphalt Tri-Oval)
- Edmonton International Raceway – Wetaskiwin, Alberta, Kanada (0,25 Meilen Asphalt)
- Grandview Speedway – Bechtelsville, Pa. (1/3 Meilen Schotter)
- I-80 Speedway at Nebraska Raceway Park – Greenwood, Neb. (4/10 Meilen Schotter)
- Lee USA Speedway – Lee, N.H. (3/8 Meilen Asphalt)
- Myrtle Beach Speedway – Myrtle Beach, S.C. (0,5 Meilen Asphalt)
- Oglethorpe Speedway Park – Savannah, Ga. (0,5 Meilen Schotter)
- San Antonio Speedway – San Antonio, Tex. (0,5 Meilen Asphalt)
- Shasta Raceway Park – Anderson, Calif. (3/8 Meilen Asphalt)
- Spencer Speedway – Williamson, N.Y. (0,5 Meilen Asphalt)
- Stockton “99” Speedway – Stockton, Calif. (0,25 Meilen Asphalt)
- Wall Township Speedway – Wall Township, N.J. (1/3 Meilen Asphalt)
- Colorado National Speedway – Erie, Colo. (3/8 Meilen Asphalt)
- Columbus Motor Speedway – Columbus, Ohio (1/3 Meilen Asphalt)
- Dubuque Fairgrounds Speedway – Dubuque, Iowa (3/8 Meilen Lehm)
- Hickory Motor Speedway – Hickory, N.C. (0,363 Meilen Asphalt)
- Holland International Speedway – Holland, N.Y. (3/8 Meilen Asphalt)
- Kalamazoo Speedway – Kalamazoo, Mich. (3/8 Meilen)
- Kil-Kare Speedway – Xenia, Ohio (3/8 Meilen Asphalt)
- LaCrosse Fairgrounds Speedway – West Salem, Wis. (5/8 Meilen Asphalt)
- Lake Erie Speedway – North East, Pa. (3/8 Meilen Asphalt)
- Magic Valley Speedway – Twin Falls, Idaho (1/3 Meilen Asphalt)
- Old Dominion Speedway – Manassas, Va. (3/8 Meilen Asphalt)
- Peoria Speedway – Peoria, Ill. (0,25 Meilen Schotter)
- Riverhead Raceway – Riverhead, N.Y. (0,25 Meilen Asphalt)
- Rockford Speedway – Rockford, Ill. (0,25 Meilen Asphalt)
- The Bullring at Las Vegas Motor Speedway – Las Vegas, Nev. (3/8 Meilen Asphalt)
- Elko Speedway – Elko, Minn. (3/8 Meilen Asphalt)
- Farley Speedway – Farley, Iowa (0,5 Meilen Schotter)
- I-80 Speedway at Nebraska Raceway Park – Greenwood, Neb. (4/10 Meilen Schotter)
- Irwindale Speedway – Irwindale, Calif. (0,5 Meilen & 1/3 Meilen Asphalt)
- Jennerstown Speedway – Jennerstown, Pa. (0,5 Meilen Asphalt)
- Monadnock Speedway – Winchester, N.H. (0,25 Meilen Asphalt)
- Motordrome Speedway – Smithton, Pa. (0,25 Meilen Asphalt)
- Music City Motorplex – Nashville, Tenn. (5/8 & 0,25 Meilen Asphalt)
- Raceway Park – Shakopee, Minn. (0,25 Meilen Asphalt)
- Stafford Motor Speedway – Stafford Springs, Conn. (0,5 Meilen Asphalt)
- Star Speedway – Epping, N.H. (0,25 Meilen Asphalt)
- Thompson International Speedway – Thompson, Conn. (5/8 Meilen Asphalt)
- Tucson Raceway Park – Tucson, Ariz. (3/8 Meilen Asphalt)
- Twin State Speedway – Claremont, N.H. (1/3 Meilen Asphalt)
- Waterford Speedbowl – Waterford, Conn. (3/8 Meilen Asphalt)
- Wall Township Speedway-Belmar, NJ. (1/3 Meilen Asphalt)

## Fahrzeuge
Welche Art von Fahrzeugen genutzt wird hängt von dem Urteil der einzelnen Teams, deren Fahrer und Mechanikern ab, da nicht wie beispielsweise im Sprint Cup alle Rennen auf einem Asphalt- oder Betonoval oder einer normalen Rennstrecke ausgetragen werden. Stattdessen werden hier die Rennen auf Asphalt, Schotter oder Lehm ausgetragen, was erklärt, dass nicht für alle Rennen dasselbe Auto mit den gleichen Setups verwendet werden kann.